# マウントジーンズ那須
マウントジーンズ那須（マウントジーンズなす）は、かつて栃木県那須町にあった東急不動産系のスキー場。2024年3月10日をもって営業終了した。

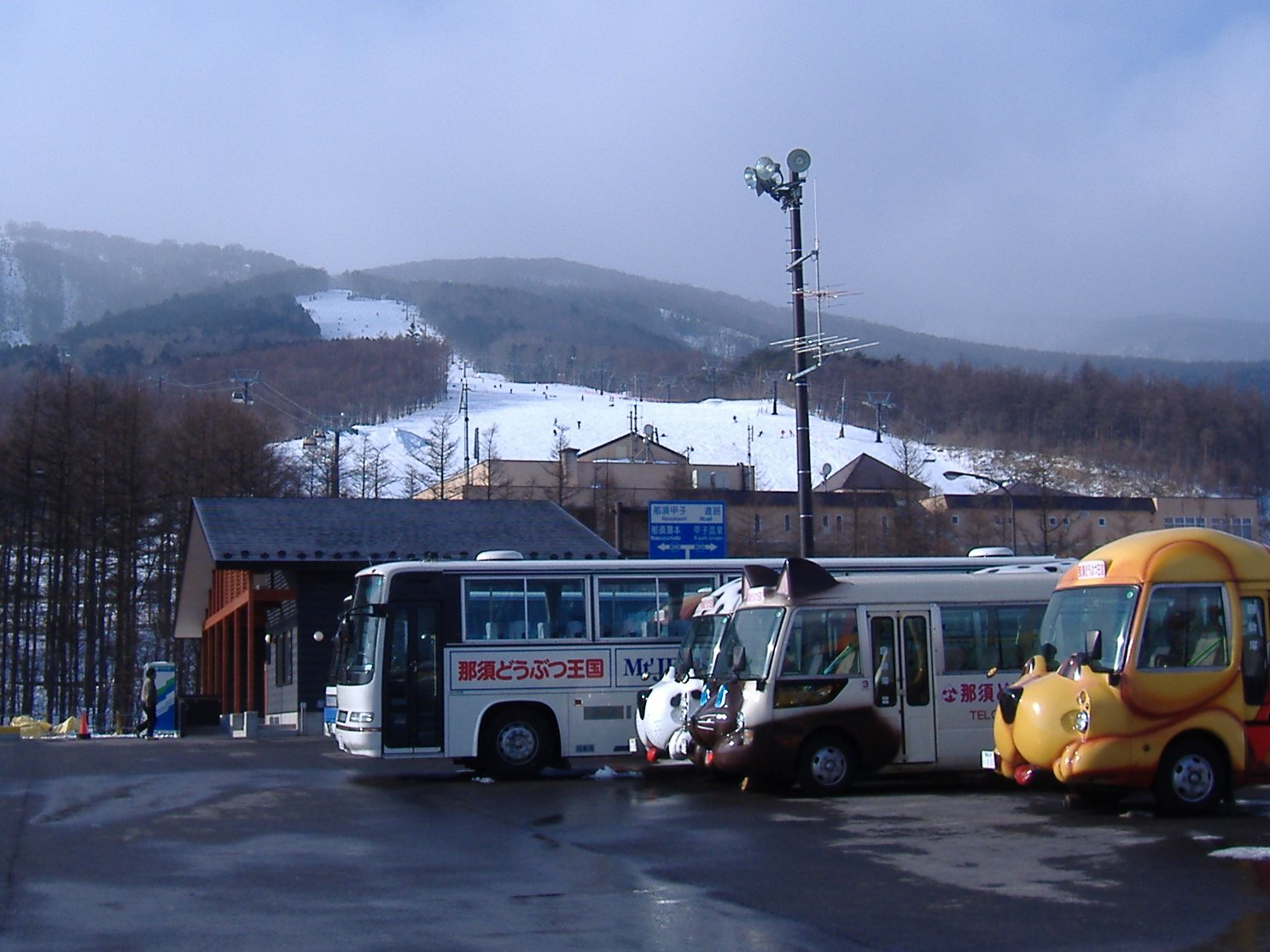
マウントジーンズスキーリゾート那須

## 概要
1994年12月にオープン。2005年より東急リゾーツ＆ステイ社が運営している。
ハンターマウンテン塩原と共に、都心部からのアクセス性に優れているために人気が高い。名前を省略して、「ジーパン山」とよばれることがある。那須岳の東側斜面に位置するゲレンデは、眼下に那須高原を見下ろし、向かいに茨城県の最高峰である八溝山を望むので眺望には優れている。その反面、日当たりが良いので雪が溶けやすい。またアクセスの良さから休日はかなりの混雑になる。中腹にある系列の那須どうぶつ王国は冬季は仮眠所となり、また温泉（五峰の湯）も備えるために利用客に好評である。
冬季以外にも、周辺のゴヨウツツジ（シロヤシオ）群生地やゲレンデに植えられたスイセンが身頃を迎える春季、那須岳が紅葉する秋季には ゴンドラ の営業を行っている。また、ゴンドラの山頂駅からは三本槍岳へと続く登山道がある。
マウントジーンズスキー場から栃木県道・福島県道290号那須甲子線を那須湯本温泉街方向に1kmほど南西に進んだ場所には、2011年（平成23年）5月22日に開園した那須平成の森の那須平成の森フィールドセンターがある。
2023-2024シーズン限りで閉場することを2023年12月13日に報道発表。ピーク時の2009-2010シーズンは約15万人の来場者数だったが、暖冬化やコロナ禍もあり直近の2022-2023シーズンは約6万5千人と来場者数が減少していた。最終営業日は2024年3月10日を予定。栃木県内でのスキー場運営はハンターマウンテン塩原に一本化する。

## ゲレンデ
コース数は10。
リフトは6基（ゴンドラ1基、クワッドリフト1基、ペアリフト4基）。

## 交通アクセス
那須インターチェンジより国道4号線経由栃木県道305号豊原大島線で約30分。ETC搭載(普通車)なら、東北道下り那須高原SAスマートICから約20分、また、ボルケーノハイウェイおよび那須甲子有料道路の無料化に伴い、那須湯本の温泉街からのアクセスも向上した。
麓が降雪地域ではないため、ノーマルタイヤでスキー場まで行こうとして、渋滞、事故をひき起こすことがある。
栃木県道305号も那須どうぶつ王国付近からは凍結路面となっている場合があるので、スタッドレスタイヤや滑り止めの装着が推奨される。
公共交通機関を利用する場合は、東北本線黒磯駅・白河駅発着の無料送迎バスと、東北新幹線那須塩原駅および那須ガーデンアウトレット発着の有料送迎バスがある（どちらも前日までに利用申込みが必要）。
詳細は 公式サイトのアクセスガイド を参照。